# Lista de freguesias do Cávado
Esta é uma lista das 181 freguesias da sub-região do Cávado, ordenadas alfabeticamente dentro de cada município, pela população registada em 2021, pela área, pela densidade populacional e pela categoria da freguesia.
A sub-região do Cávado pertence à região portuguesa do Norte, que registou, através dos censos de 2021, uma população de 416.605 habitantes, dividido entre 6 municípios e em 181 freguesias.
| Freguesia                                           | Município       | Habitantes (2021) | Área (em km2) | Densidade | Categoria  |
| --------------------------------------------------- | --------------- | ----------------- | ------------- | --------- | ---------- |
| Barreiros                                           | Amares          | 739               | 2.99          | 247       | Semiurbano |
| Bico                                                | Amares          | 816               | 2.29          | 356       | Semiurbano |
| Santa Maria do Bouro                                | Amares          | 659               | 6.92          | 95        | Rural      |
| Santa Marta do Bouro                                | Amares          | 427               | 9.50          | 45        | Rural      |
| Caires                                              | Amares          | 878               | 4.72          | 186       | Semiurbano |
| Carrazedo                                           | Amares          | 723               | 2.71          | 267       | Semiurbano |
| Dornelas                                            | Amares          | 510               | 3.39          | 150       | Semiurbano |
| Fiscal                                              | Amares          | 712               | 3.90          | 183       | Semiurbano |
| Goães                                               | Amares          | 490               | 3.03          | 162       | Semiurbano |
| Lago                                                | Amares          | 1’824             | 3.99          | 457       | Semiurbano |
| Rendufe                                             | Amares          | 1’080             | 3.06          | 353       | Semiurbano |
| Amares e Figueiredo                                 | Amares          | 2’767             | 4.56          | 607       | Urbano     |
| Caldelas, Sequeiros e Paranhos                      | Amares          | 1’125             | 11.38         | 99        | Rural      |
| Ferreiros, Prozelo e Besteiros                      | Amares          | 4’728             | 7.34          | 644       | Urbano     |
| Torre e Portela                                     | Amares          | 563               | 3.60          | 156       | Semiurbano |
| Vilela, Seramil e Paredes Secas                     | Amares          | 554               | 8.61          | 64        | Rural      |
| Abade de Neiva                                      | Barcelos        | 2’009             | 7.50          | 268       | Semiurbano |
| Aborim                                              | Barcelos        | 827               | 6.18          | 134       | Semiurbano |
| Adães                                               | Barcelos        | 755               | 2.69          | 281       | Semiurbano |
| Airó                                                | Barcelos        | 883               | 3.02          | 292       | Semiurbano |
| Aldreu                                              | Barcelos        | 795               | 4.80          | 166       | Semiurbano |
| Alvelos                                             | Barcelos        | 2’010             | 3.40          | 591       | Urbano     |
| Arcozelo                                            | Barcelos        | 12’824            | 3.73          | 3’438     | Urbano     |
| Areias                                              | Barcelos        | 1’026             | 2.51          | 409       | Semiurbano |
| Balugães                                            | Barcelos        | 787               | 2.73          | 288       | Semiurbano |
| Barcelinhos                                         | Barcelos        | 1’869             | 2.76          | 677       | Urbano     |
| Barqueiros                                          | Barcelos        | 1’916             | 8.07          | 237       | Semiurbano |
| Cambeses                                            | Barcelos        | 1’236             | 3.31          | 373       | Semiurbano |
| Carapeços                                           | Barcelos        | 2’168             | 8.12          | 267       | Semiurbano |
| Carvalhal                                           | Barcelos        | 1’233             | 2.58          | 478       | Semiurbano |
| Carvalhas                                           | Barcelos        | 692               | 3.50          | 198       | Semiurbano |
| Cossourado                                          | Barcelos        | 758               | 6.44          | 118       | Semiurbano |
| Cristelo                                            | Barcelos        | 1’657             | 7.72          | 215       | Semiurbano |
| Fornelos                                            | Barcelos        | 803               | 4.29          | 187       | Semiurbano |
| Fragoso                                             | Barcelos        | 2’069             | 12.59         | 164       | Semiurbano |
| Galegos (Santa Maria)                               | Barcelos        | 2’848             | 4.59          | 620       | Urbano     |
| Galegos (São Martinho)                              | Barcelos        | 1’842             | 3.12          | 590       | Urbano     |
| Gilmonde                                            | Barcelos        | 1’497             | 5.58          | 268       | Semiurbano |
| Lama                                                | Barcelos        | 1’164             | 3.27          | 356       | Semiurbano |
| Lijó                                                | Barcelos        | 2’425             | 4.42          | 549       | Urbano     |
| Macieira de Rates                                   | Barcelos        | 1’907             | 7.85          | 243       | Semiurbano |
| Manhente                                            | Barcelos        | 1’705             | 3.91          | 436       | Semiurbano |
| Martim                                              | Barcelos        | 2’051             | 5.32          | 386       | Semiurbano |
| Moure                                               | Barcelos        | 921               | 2.54          | 363       | Semiurbano |
| Oliveira                                            | Barcelos        | 986               | 5.46          | 181       | Semiurbano |
| Palme                                               | Barcelos        | 1’045             | 8.32          | 126       | Semiurbano |
| Panque                                              | Barcelos        | 631               | 6.29          | 100       | Semiurbano |
| Paradela                                            | Barcelos        | 789               | 8.36          | 94        | Rural      |
| Pereira                                             | Barcelos        | 1’241             | 3.85          | 322       | Semiurbano |
| Perelhal                                            | Barcelos        | 1’700             | 6.80          | 250       | Semiurbano |
| Pousa                                               | Barcelos        | 2’218             | 6.63          | 335       | Semiurbano |
| Remelhe                                             | Barcelos        | 1’280             | 6.12          | 209       | Semiurbano |
| Santa Eugénia de Rio Corvo                          | Barcelos        | 1’556             | 3.13          | 497       | Semiurbano |
| Roriz                                               | Barcelos        | 2’021             | 6.53          | 309       | Semiurbano |
| Silva                                               | Barcelos        | 900               | 2.18          | 413       | Semiurbano |
| Tamel (São Veríssimo)                               | Barcelos        | 2’915             | 3.33          | 875       | Urbano     |
| Ucha                                                | Barcelos        | 1’416             | 4.27          | 332       | Semiurbano |
| Alheira e Igreja Nova                               | Barcelos        | 1’347             | 10.17         | 132       | Semiurbano |
| Alvito e Couto                                      | Barcelos        | 1’446             | 8.54          | 169       | Semiurbano |
| Areias de Vilar e Encourados                        | Barcelos        | 1’740             | 10.17         | 171       | Semiurbano |
| Barcelos, Vila Boa e Vila Frescainha                | Barcelos        | 11’349            | 9.30          | 1’220     | Urbano     |
| Campo e Tamel                                       | Barcelos        | 1’509             | 4.81          | 314       | Semiurbano |
| Carreira e Fonte Coberta                            | Barcelos        | 2’022             | 5.29          | 382       | Semiurbano |
| Chorente, Góios, Courel, Pedra Furada e Gueral      | Barcelos        | 2’454             | 16.09         | 153       | Semiurbano |
| Creixomil e Mariz                                   | Barcelos        | 1’112             | 6.98          | 159       | Semiurbano |
| Durrães e Tregosa                                   | Barcelos        | 1’379             | 6.73          | 205       | Semiurbano |
| Gamil e Midões                                      | Barcelos        | 1’377             | 5.84          | 236       | Semiurbano |
| Milhazes, Vilar de Figos e Faria                    | Barcelos        | 1’993             | 12.14         | 164       | Semiurbano |
| Negreiros e Chavão                                  | Barcelos        | 2’203             | 6.96          | 317       | Semiurbano |
| Quintiães e Aguiar                                  | Barcelos        | 1’080             | 7.36          | 147       | Semiurbano |
| Sequeade e Bastuço                                  | Barcelos        | 1’808             | 6.34          | 285       | Semiurbano |
| Silveiros e Rio Covo                                | Barcelos        | 2’098             | 8.23          | 255       | Semiurbano |
| Tamel e Vilar do Monte                              | Barcelos        | 1’269             | 11.06         | 115       | Semiurbano |
| Viatodos, Grimancelos, Minhotães e Monte de Fralães | Barcelos        | 3’744             | 12.40         | 302       | Semiurbano |
| Vila Cova e Feitos                                  | Barcelos        | 2’449             | 15.73         | 156       | Semiurbano |
| Várzea                                              | Barcelos        | 1’934             | 2.95          | 656       | Urbano     |
| Vila Seca                                           | Barcelos        | 1’064             | 4.34          | 245       | Semiurbano |
| Adaúfe                                              | Braga           | 3’587             | 10.81         | 332       | Semiurbano |
| São Vicente                                         | Braga           | 13’974            | 2.55          | 5’480     | Urbano     |
| São Vítor                                           | Braga           | 32’876            | 4.08          | 8’058     | Urbano     |
| Espinho                                             | Braga           | 1’057             | 4.48          | 236       | Semiurbano |
| Esporões                                            | Braga           | 1’713             | 4.74          | 361       | Semiurbano |
| Figueiredo                                          | Braga           | 1’150             | 2.03          | 567       | Urbano     |
| Gualtar                                             | Braga           | 6’761             | 2.74          | 2’468     | Urbano     |
| Lamas                                               | Braga           | 852               | 1.25          | 682       | Urbano     |
| Mire de Tibães                                      | Braga           | 2’344             | 4.36          | 538       | Urbano     |
| Padim da Graça                                      | Braga           | 1’416             | 3.39          | 418       | Semiurbano |
| Palmeira                                            | Braga           | 5’700             | 8.88          | 642       | Urbano     |
| Pedralva                                            | Braga           | 1’060             | 8.07          | 131       | Semiurbano |
| Priscos                                             | Braga           | 1’256             | 3.65          | 344       | Semiurbano |
| Ruilhe                                              | Braga           | 1’110             | 2.20          | 505       | Urbano     |
| Sequeira                                            | Braga           | 1’741             | 4.35          | 400       | Semiurbano |
| Sobreposta                                          | Braga           | 1’267             | 5.98          | 212       | Semiurbano |
| Tadim                                               | Braga           | 1’267             | 2.68          | 473       | Semiurbano |
| Tebosa                                              | Braga           | 1’081             | 2.59          | 417       | Semiurbano |
| Arentim e Cunha                                     | Braga           | 1’406             | 5.72          | 246       | Semiurbano |
| Braga (Maximinos, Sé e Cividade)                    | Braga           | 15’087            | 2.57          | 5’870     | Urbano     |
| Braga (São José de São Lázaro e São João do Souto)  | Braga           | 14’791            | 2.44          | 6’062     | Urbano     |
| Cabreiros e Passos                                  | Braga           | 2’082             | 4.79          | 435       | Semiurbano |
| Celeirós, Aveleda e Vimieiro                        | Braga           | 6’742             | 7.56          | 892       | Urbano     |
| Crespos e Pousada                                   | Braga           | 1’231             | 7.34          | 168       | Semiurbano |
| Escudeiros e Penso                                  | Braga           | 1’823             | 8.04          | 227       | Semiurbano |
| Este                                                | Braga           | 4’066             | 9.80          | 415       | Semiurbano |
| Ferreiros e Gondizalves                             | Braga           | 9’976             | 4.26          | 2’342     | Urbano     |
| Guisande e Oliveira                                 | Braga           | 1’072             | 4.71          | 228       | Semiurbano |
| Lomar e Arcos                                       | Braga           | 7’265             | 4.02          | 1’807     | Urbano     |
| Merelim (São Paio), Panoias e Parada de Tibães      | Braga           | 5’258             | 5.36          | 981       | Urbano     |
| Merelim (São Pedro) e Frossos                       | Braga           | 3’845             | 3.15          | 1’221     | Urbano     |
| Morreira e Trandeiras                               | Braga           | 1’364             | 4.54          | 300       | Semiurbano |
| Nogueira, Fraião e Lamaçães                         | Braga           | 15’015            | 8.40          | 1’788     | Urbano     |
| Nogueiró e Tenões                                   | Braga           | 5’946             | 4.43          | 1’342     | Urbano     |
| Real, Dume e Semelhe                                | Braga           | 13’682            | 8.46          | 1’617     | Urbano     |
| Santa Lucrécia de Algeriz e Navarra                 | Braga           | 909               | 6.22          | 146       | Semiurbano |
| Vilaça e Fradelos                                   | Braga           | 1’552             | 2.80          | 554       | Urbano     |
| Antas                                               | Esposende       | 2’178             | 9.07          | 240       | Semiurbano |
| Forjães                                             | Esposende       | 2’646             | 8.31          | 318       | Semiurbano |
| Gemeses                                             | Esposende       | 1’113             | 5.57          | 200       | Semiurbano |
| Apúlia e Fão                                        | Esposende       | 7’847             | 16.29         | 482       | Urbano     |
| Belinho e Mar                                       | Esposende       | 2’896             | 8.95          | 324       | Semiurbano |
| Esposende, Marinhas e Gandra                        | Esposende       | 12’262            | 17.31         | 708       | Urbano     |
| Fonte Boa e Rio Tinto                               | Esposende       | 1’838             | 10.38         | 177       | Semiurbano |
| Palmeira de Faro e Curvos                           | Esposende       | 3’097             | 11.04         | 281       | Semiurbano |
| Vila Chã                                            | Esposende       | 1’255             | 8.50          | 148       | Semiurbano |
| Balança                                             | Terras de Bouro | 307               | 4.45          | 69        | Rural      |
| Campo do Gerês                                      | Terras de Bouro | 149               | 62.38         | 2         | Rural      |
| Carvalheira                                         | Terras de Bouro | 292               | 9.93          | 29        | Rural      |
| Covide                                              | Terras de Bouro | 273               | 19.87         | 14        | Rural      |
| Gondoriz                                            | Terras de Bouro | 296               | 8.38          | 35        | Rural      |
| Moimenta                                            | Terras de Bouro | 783               | 3.05          | 257       | Semiurbano |
| Ribeira                                             | Terras de Bouro | 212               | 2.44          | 87        | Rural      |
| Rio Caldo                                           | Terras de Bouro | 770               | 11.64         | 66        | Rural      |
| Souto                                               | Terras de Bouro | 461               | 3.98          | 116       | Semiurbano |
| Chamoim e Vilar                                     | Terras de Bouro | 349               | 12.57         | 28        | Rural      |
| Chorense e Monte                                    | Terras de Bouro | 538               | 20.26         | 27        | Rural      |
| Cibões e Brufe                                      | Terras de Bouro | 304               | 24.03         | 13        | Rural      |
| Valdosende                                          | Terras de Bouro | 550               | 10.96         | 50        | Rural      |
| Vilar da Veiga                                      | Terras de Bouro | 1’074             | 83.64         | 13        | Rural      |
| Aboim da Nóbrega e Gondomar                         | Vila Verde      | 902               | 14.75         | 61        | Rural      |
| Atiães                                              | Vila Verde      | 547               | 3.67          | 149       | Semiurbano |
| Cabanelas                                           | Vila Verde      | 1’973             | 6.21          | 318       | Semiurbano |
| Cervães                                             | Vila Verde      | 1’856             | 9.63          | 193       | Semiurbano |
| Coucieiro                                           | Vila Verde      | 526               | 4.21          | 125       | Semiurbano |
| Dossãos                                             | Vila Verde      | 424               | 3.94          | 108       | Semiurbano |
| Freiriz                                             | Vila Verde      | 1’056             | 5.74          | 184       | Semiurbano |
| Gême                                                | Vila Verde      | 521               | 2.47          | 211       | Semiurbano |
| Lage                                                | Vila Verde      | 3’054             | 4.87          | 627       | Urbano     |
| Lanhas                                              | Vila Verde      | 654               | 1.83          | 357       | Semiurbano |
| Loureira                                            | Vila Verde      | 1’104             | 1.87          | 590       | Urbano     |
| Moure                                               | Vila Verde      | 1’378             | 4.67          | 295       | Semiurbano |
| Oleiros                                             | Vila Verde      | 1’189             | 3.74          | 318       | Semiurbano |
| Parada de Gatim                                     | Vila Verde      | 707               | 4.39          | 161       | Semiurbano |
| Pico                                                | Vila Verde      | 516               | 2.05          | 252       | Semiurbano |
| Ponte                                               | Vila Verde      | 452               | 3.22          | 140       | Semiurbano |
| São Miguel do Prado                                 | Vila Verde      | 653               | 5.35          | 122       | Semiurbano |
| Sabariz                                             | Vila Verde      | 448               | 1.58          | 284       | Semiurbano |
| Soutelo                                             | Vila Verde      | 2’124             | 4.71          | 451       | Semiurbano |
| Turiz                                               | Vila Verde      | 1’866             | 3.00          | 622       | Urbano     |
| Ribeira do Neiva                                    | Vila Verde      | 3’360             | 33.59         | 100       | Semiurbano |
| Carreiras                                           | Vila Verde      | 832               | 4.41          | 189       | Semiurbano |
| Escariz                                             | Vila Verde      | 744               | 5.14          | 145       | Semiurbano |
| Esqueiros, Nevogilde e Travassós                    | Vila Verde      | 922               | 4.41          | 209       | Semiurbano |
| Marrancos e Arcozelo                                | Vila Verde      | 823               | 6.96          | 118       | Semiurbano |
| Oriz                                                | Vila Verde      | 509               | 5.95          | 86        | Rural      |
| Pico de Regalados, Gondiães e Mós                   | Vila Verde      | 1’553             | 9.38          | 166       | Semiurbano |
| Sande, Vilarinho, Barros e Gomide                   | Vila Verde      | 1’411             | 12.65         | 112       | Semiurbano |
| Valbom (São Pedro), Passô e Valbom (São Martinho)   | Vila Verde      | 595               | 6.37          | 93        | Rural      |
| Vade                                                | Vila Verde      | 1’453             | 16.13         | 90        | Rural      |
| Valdreu                                             | Vila Verde      | 434               | 16.69         | 26        | Rural      |
| Vila de Prado                                       | Vila Verde      | 4’482             | 5.60          | 800       | Urbano     |
| Vila Verde e Barbudo                                | Vila Verde      | 7’376             | 8.02          | 920       | Urbano     |

1. ↑  «INE - Indicadores». tabulador.ine.pt. Consultado em 22 de dezembro de 2022
2. ↑  «Portal do INE». www.ine.pt. Consultado em 22 de dezembro de 2022
3. ↑  INE (2021). «População do Cávado»
4. ↑  Diário da República, Reorganização administrativa do território das freguesias, Lei n.º 11-A/2013, de 28 de janeiro, Anexo I. Acedido a 19 de julho de 2013.